# ميك إيوينغ
ميك إيوينغ (بالإنجليزية: Mick Ewing)‏ هو مدير فني أمريكي، ولد في 7 أبريل 1920.